# Богданівка (гміна)
Гміна Богданівка  (пол. Gmina Bogdanówka)— колишня сільська гміна у Скалатському повіті Тернопільського воєводства Другої Речі Посполитої. Адміністративним центром гміни було село Богданівка.
Гміна утворена 1 серпня 1934 року на підставі нового закону про самоуправління (23 березня 1933 року).
Площа гміни — 60,72 км²
Кількість житлових будинків — 1081
Кількість мешканців — 5058
Гміну створено на основі попередніх гмін: Богданівка, Футор (колишня мазурська колонія біля Богданівки), Кам'янки, Мовчанівка.